# Cannone senza rinculo

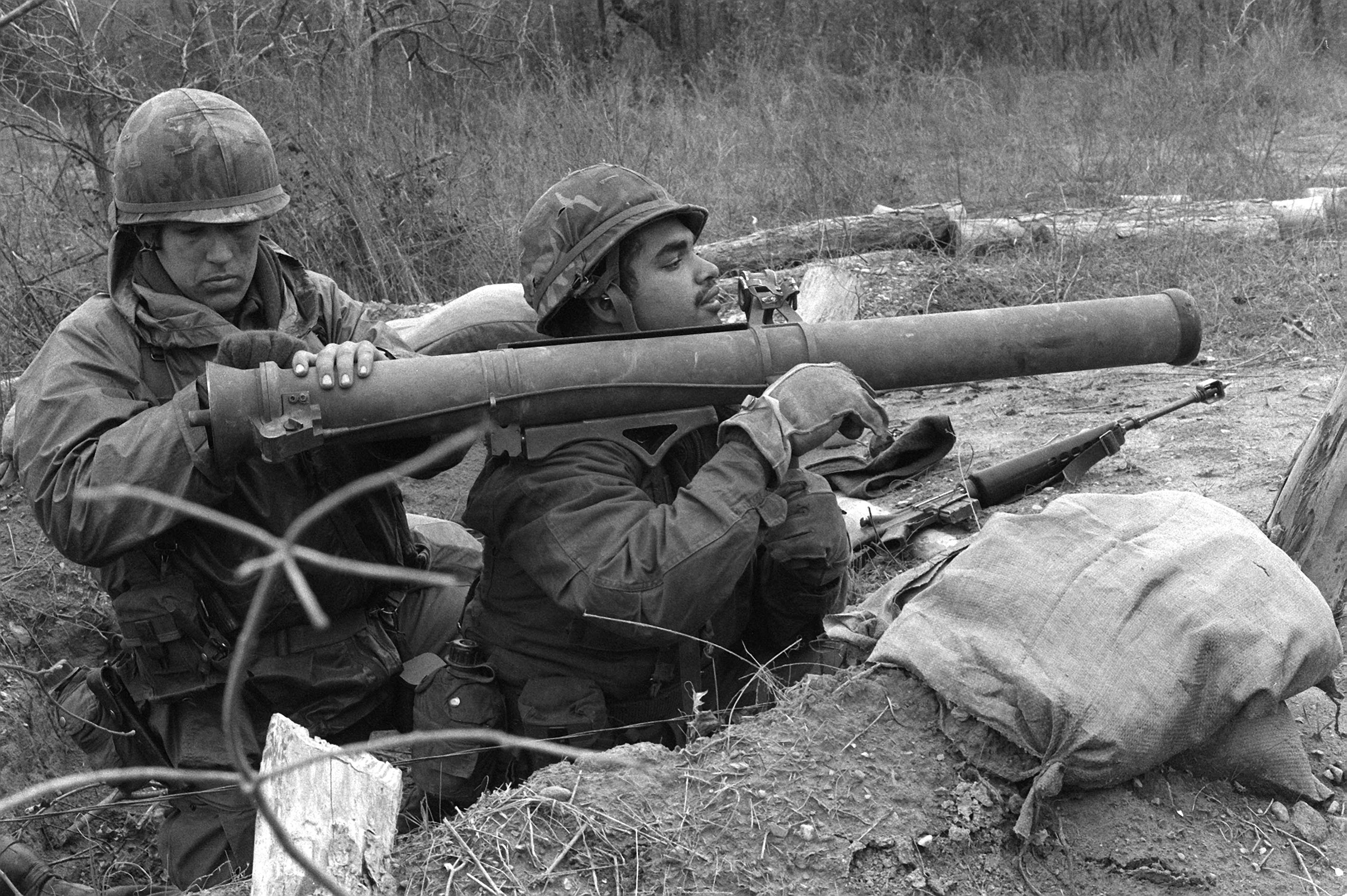
Cannone senza rinculo M67, di fabbricazione americana

Principio di funzionamento.

Il cannone senza rinculo, o cannone SR, un'arma di squadra a canna lunga, liscia o rigata, capace di sparare proietti di calibro elevato, eliminando il rinculo grazie tramite appositi ugelli per l'espulsione dei gas prodotti dallo sparo; in questo modo è possibile ottenere un'arma leggera, gestibile spesso da un solo uomo e incavalcabile su supporti leggeri, senza la necessità dei complessi e pesanti affusti a deformazione che sono tipici delle artiglierie di pari calibro.
La differenza chiave con il lanciarazzi è che il proiettile del cannone senza rinculo non ha propulsione propria ma necessita di una carica di lancio.
Ideati e tuttora impiegati soprattutto come armi controcarro, i cannoni SR sono in grado di sparare proietti da artiglieria più grandi rispetto ai cannoni leggeri d'appoggio alla fanteria, ma a velocità e distanze più basse. L'assenza quasi totale di rinculo permette ad alcuni modelli di essere impiegati imbracciandoli e appoggiandoli alla spalla, ma la maggioranza di queste armi sono montate su treppiedi portatili; altri infine sono destinati all'installazione su fuoristrada, autocarri o veicoli da combattimento.

## Storia

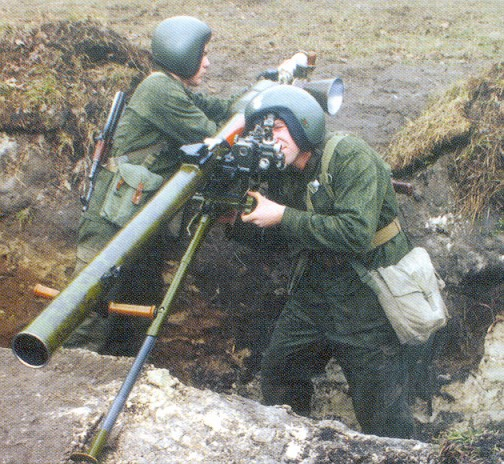
Un SPG-9 polacco.

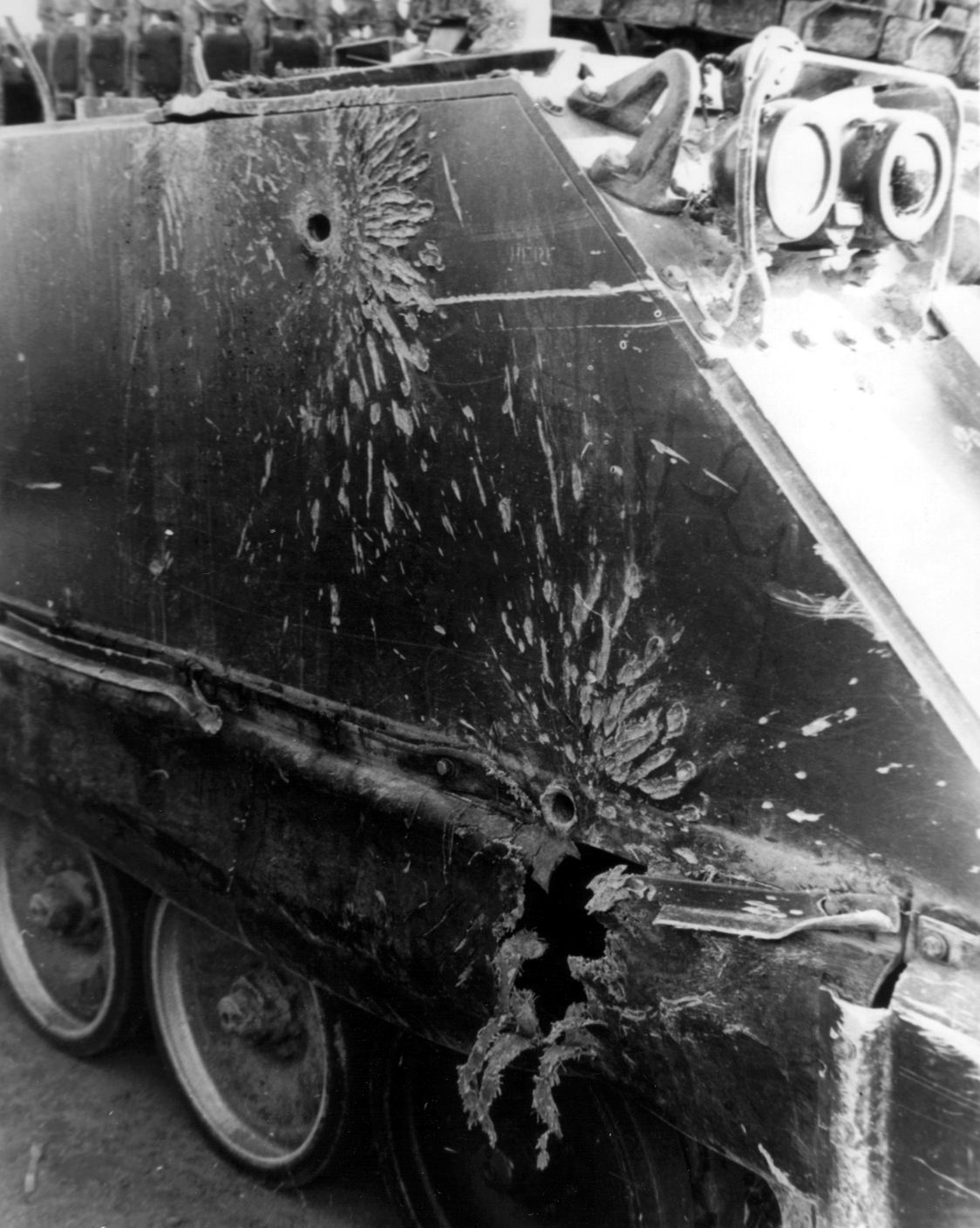
Un M113 danneggiato dai Viet Cong con un cannone SR da 57 mm.

Il primo cannone SR fu sviluppato dal comandante Cleland Davis della United States Navy, poco prima della Grande Guerra. Il suo progetto, chiamato cannone Davis, fu usato dai britannici in funzione anti-Zeppelin e anti-sottomarino ed armava il bombardiere Handley Page O/100 ed altri aerei.
In Unione Sovietica, lo sviluppo del cannone SR, chiamato "Dinamo-Reaktivnaya Pushka" (DRP) ovvero "cannone a reazione dinamica", iniziò nel 1923 e portò all'immissione in servizio, negli anni '30, di diversi tipi di armi in calibri da 37 mm a 305 mm. Il più noto di questi cannoni, il 76 mm DRP M1935, fu impiegato in piccole quantità, installato su camion, nella Guerra d'inverno e furono anche catturati e testati da finlandesi e tedeschi.
Il primo cannone senza rinculo ad entrare in servizio in Germania è stato il 7,5 cm Leichtgeschütz 40 da 75 mm ad anima liscia, aviolanciabile, assegnato ai reparti paracadutisti. A questo seguì il 10,5 cm Leichtgeschütz 42 da 105 mm, impiegato nell'invasione di Creta. Entrambe le armi furono copiate dal US Army, invertendo quanto sarebbe successo quando i tedeschi copiarono il lanciarazzi Bazooka con il loro Panzerschreck.
Anche i giapponesi svilupparono un cannone SR ma che non venne mai impiegato in battaglia perché riservato alla difesa delle isole dalla temuta invasione. Durante la guerra anche la svedese Bofors produsse il piccolo 20mm m/42 da 20 mm, mentre i britannici si interessarono all'arma quando i cannoni controcarro erano sulla via del tramonto.
Nell'insieme comunque questa tipologia di arma non vide un largo impiego durante la seconda guerra mondiale e solo nel 1945 il pezzo americano da 75 mm vide una certa diffusione.
Nel dopoguerra, la Francia installò il M20 da 75 mm di surplus americano su una Piaggio Vespa, producendo la Piaggio Vespa 150 TAP per i suoi paracadutisti. Questa fu utilizzata come piattaforma mobile anticarro ed antibunker in Algeria e in Indocina. Gli americani invece sostituirono i loro M18 da 57 mm, M20 da 75 mm ed M27 da 105 mm con i più moderni M67 da 90 mm e M40 da 106 mm (in realtà il calibro era 105 millimetri, ma fu denominato 106 per evitare confusioni con il munizionamento del M27). Quest'ultimo armava, in installazione multipla a canne, il cacciacarri M50 Ontos. Parallelamente i sovietici introdussero diverse armi da 73 mm, 82 mm e 107 mm, tra le quali i diffusi SPG-9 ed il B-10.
Durante gli anni '60 e '70, i missili filoguidati iniziarono a soppiantare cannoni senza rinculo nel ruolo anticarro. Rimasero a lungo in servizio solo nei reparti destinati ad operare a temperature polari, dove l'elettronica dei filoguidati poteva fallire; per esempio fu ampiamente impiegato nelle guerre e negli scontri di confine tra India e Pakistan, combattuti anche alle alte quote himalayane. Lo stesso M50 Ontos, per quanto apprezzato dalle truppe in Guerra del Vietnam, anche per l'effetto psicologico del suo volume di fuoco sul nemico, fu ritirato già negli anni '70. Gli stessi vietnamiti del Viet Minh avevano tra l'altro sviluppato ed impiegato il cannone senza rinculo SKZ ed il più pesante DKZ contro i francesi.
Gli italiani si affacciarono tardi in questo settore armiero, iniziando lo sviluppo di un cannone da 88 mm nel 1974, che entrerà in servizio con l'Esercito Italiano solo nel 1986 con il nome di Breda Folgore.
Attualmente, l'unico cannone SR ancora in servizio con gli eserciti delle nazioni industrializzate è il Bofors Carl Gustav da 84 mm. Apparso nel 1946, è ancora in uso come arma antibunker ed anticarro in molte forze armate, tra le quali i Marines statunitensi. L'americano M40 invece è ancora ampiamente diffuso nei paesi più poveri, installati sulle famose tecniche.
Un'arma senza paragoni nel mondo è stata quella schierata dagli Stati Uniti, che nel 1960 produssero il Davy Crockett, un cannone senza rinculo che lanciava una testata nucleare tattica M-388.

## Tecnica

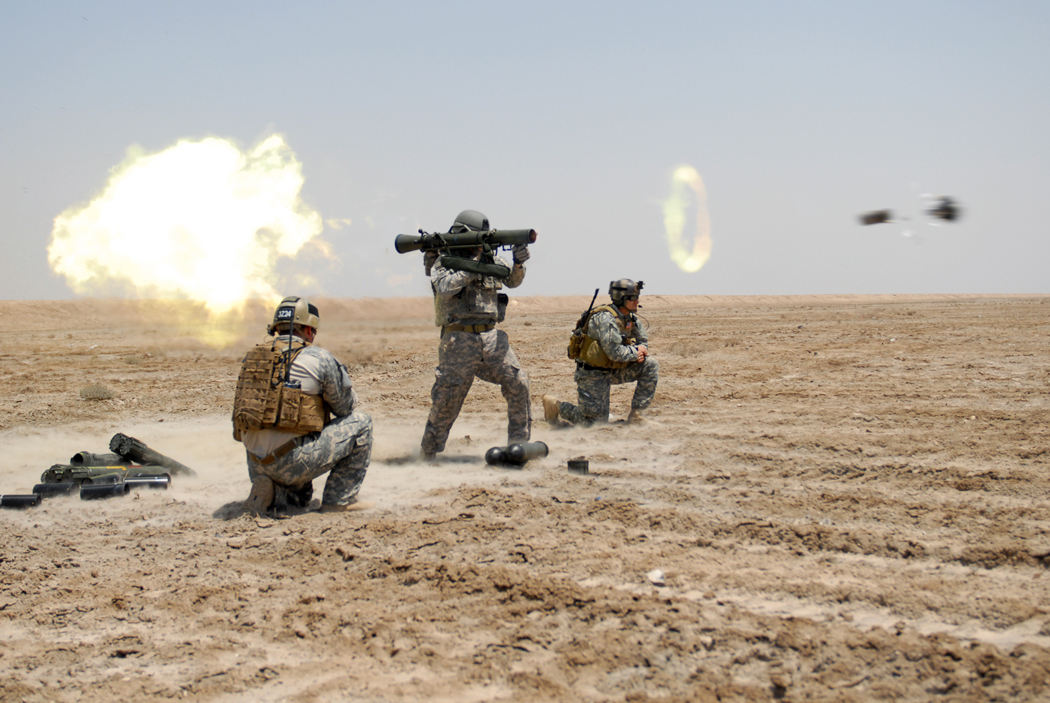
Soldati americani fanno fuoco con un Carl Gustav. Notare la posizione di tiro e la vampa posteriore.

Il funzionamento è molto simile a quello di un normale cannone. Il cartoccio proietto, formato da proiettile e bossolo con la carica di lancio, viene caricato dalla culatta. La culatta non è a tenuta stagna (come sui cannoni) ma presenta degli ugelli. In questo modo, al momento dello sparo, una grossa porzione dei gas dell'esplosione, oltre a spingere il proietto fuori dalla canna, sfugge in direzione diametralmente opposta dalla culatta, con la spinta che quasi eguaglia quella verso la volata della canna, secondo la legge di conservazione della quantità di moto, annullando quasi il momento (il rinculo) trasferito sulla struttura del cannone. In realtà, il rinculo, seppur minimo, è presente in vari gradi a seconda dell'arma, ma mai di intensità tale da richiedere un meccanismo di assorbimento.
Nonostante la semplicità intrinseca dell'arma, essa richiede una accurata manutenzione, in quanto se la culatta o gli ugelli sono danneggiati od intasati, allo sparo l'arma rincula con grave pericolo per il personale e l'integrità dell'arma stessa. Viceversa, se un proietto rimane intrappolato nella canna, allo sparo tutto il cannone schizzerà in avanti come un razzo.
A differenza dei lanciarazzi, che scagliano razzi stabilizzati da alette attraverso una canna liscia, il proietto del cannone senza rinculo è una normale munizione d'artiglieria, con corona di forzamento nel caso la canna sia rigata (imprimendo così un effetto giroscopico al proietto). In alcuni il bossolo è forato posteriormente, in modo da favorire la fuoriuscita posteriore dei gas.
Dal momento che la vampa dei gas sul retro può essere pericolosa in spazi ristretti, alcuni cannoni senza rinculo, come il Armbrust e MATADOR usano una combinazione di contrappeso, canna liscia e pistoni per evitare sia il rinculo che la vampa. La munizione dell'Armbrust, stabilizzata con alette, contiene la carica di lancio tra due pistoni. Davanti al pistone anteriore è posizionata la testa di guerra, dietro al pistone posteriore è posto un contrappeso in plastica sminuzzata della stessa massa del proietto. Al momento dello sparo, i gas della carica si espandono rapidamente, spingendo i due pistoni nelle due direzioni opposte. Il pistone anteriore lancerà il proietto in avanti verso l'obiettivo, il pistone posteriore spingerà il contrappeso dalla parte opposta, all'indietro. Essendo il proietto ed il contrappeso di uguale massa, il rinculo si annulla. La massa sminuzzata del contrappeso, appena fuoriuscita dalla culatta, viene rapidamente rallentata dalla resistenza dell'aria, risultando innocua a pochi metri. I gas di scarico invece vengono intrappolati nella canna dai due pistoni, che si incastrano a livello della culatta e della volata.

## Impieghi civili

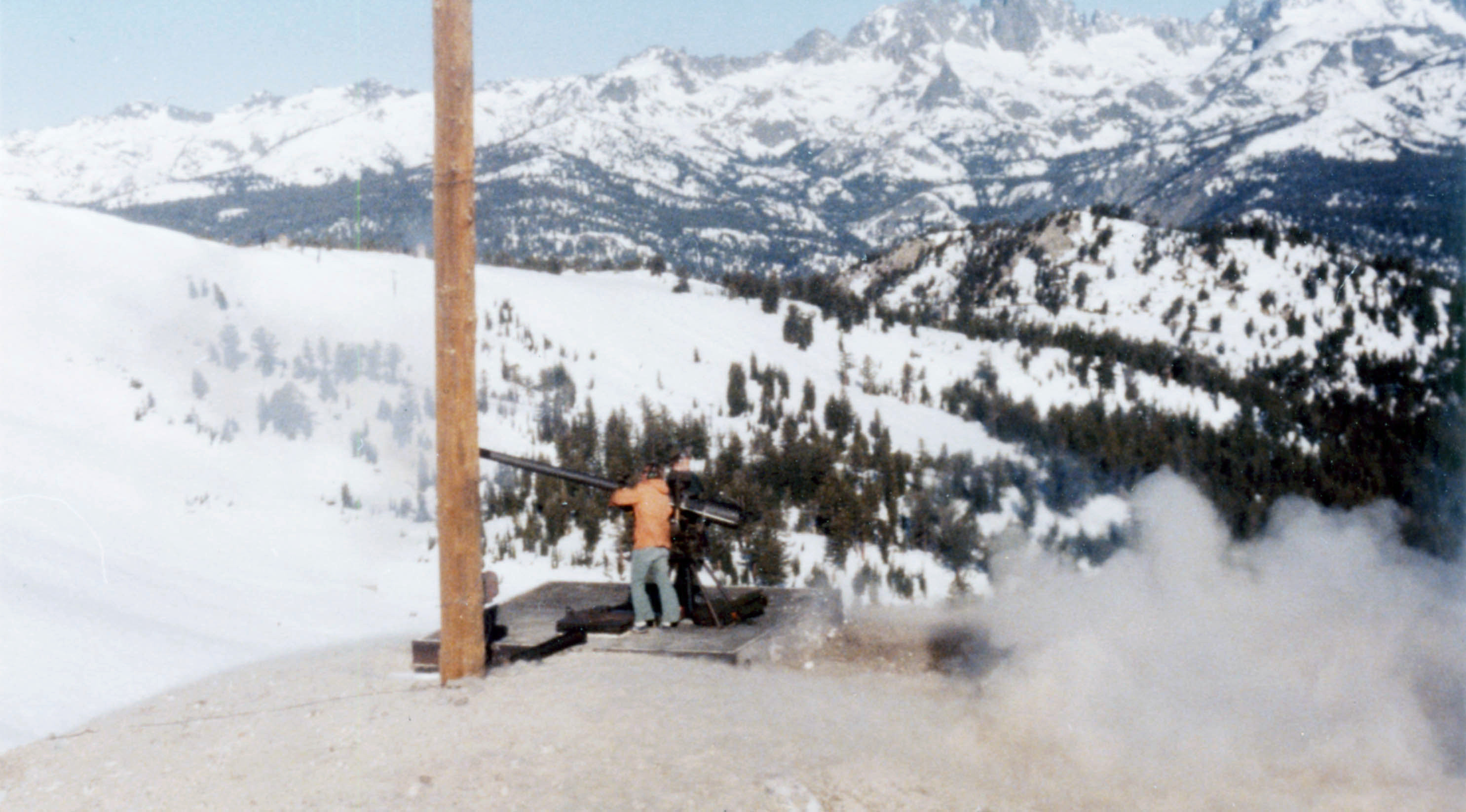
Un cannone SR da 106 impiegato per provocare valanghe controllate.

Negli Stati Uniti, vecchi cannoni SR dismessi dall'esercito vengono impiegati per il lancio di cariche al fine di provocare valanghe controllate.